# Andrij Małyszko

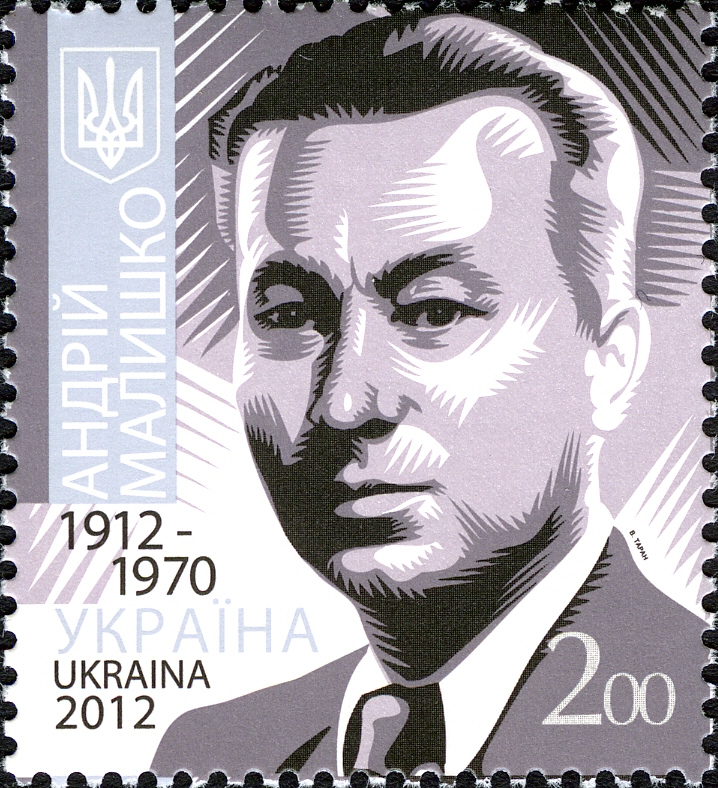
Ukraiński znaczek pocztowy z 2012 upamiętniający Andrija Małyszkę

Andrij Samijłowycz Małyszko, ukr. Андрiй Самійловuч Малuшко, ros. Андре́й Само́йлович (Самуи́лович) Малы́шко (ur. 1 listopada?/14 listopada 1912 we wsi Obuchów, zm. 17 lutego 1970 w Kijowie) – ukraiński poeta, tłumacz i dziennikarz.

## Życiorys
Urodził się we wsi Obuchów na Kijowszczyźnie w wielodzietnej rodzinie szewca. W 1927 r. wyjechał do technikum medycznego w Kijowie. Po ukończeniu w 1932 r. Państwowego Instytutu Narodowego na kierunku literackim do 1934 pracował jako nauczyciel w miejscowości Owrucz. W latach 1934–1935 służył w Armii Czerwonej. Od 1936 do 1939 redagował dział literacki gazety „Komsomolec Ukrainy”, następnie do 1941 w „Mołodoj bolszewik”. Podczas wojny był członkiem redakcji frontowych gazet „Krasnaja Armija”, „Za czest’ Bat’kiwszczyny” i „Za radjanśku Ukrajinu”. W latach 1945–1947 zatrudniony w czasopiśmie „Dnipro”. Później przeprowadził się do Kijowa.
We wczesnym etapie w twórczości Małyszki rysował się wyraźny wpływ rewolucyjnej romantyki, wiary w historyczną sprawiedliwość głoszoną przez bolszewików oraz nadziei na całkowitą przebudowę świata na nową komunistyczną modłę. W bardziej realistycznej konwencji napisane są późniejsze wiersze dotyczące codzienności wojny, w których nie ma już patetyczności, lecz uwaga skupia się na nieludzkich warunkach w jakich przychodzi żyć żołnierzowi i znieczulicy na ludzkie cierpienie.
W ciągu swojego życia poeta wydał prawie 40 tomików poezji. Małyszko w literaturze ukraińskiej pozostał jako autor liryki śpiewanej, a jego pieśni weszły do kanonu pieśni narodowej. Wszystkie pieśni odznaczają się ogromnym wyczuciem melodyjnym. Każda nacechowana jest głęboką lirycznością, przepojona miłością rodzinnego kraju i zachwytem nad urokami jego przyrody. Małyszko w krytyczno-literackim, programowym wystąpieniu Dumka pro poezyju (Думка про поезию) cytuje słowa Niekrasowa: „Kwintesencją poezji jest synteza”. Słowa te stanowią credo jego własnej twórczości, bowiem potrafił w mistrzowski sposób uczucia ubrać w słowa i przez to osiągać polifoniczną jedność świata.
Został odznaczony m.in. dwukrotnie Orderem Lenina oraz Orderem Czerwonego Sztandaru. Dwukrotny laureat Nagrody Stalinowskiej (1947 za Prmetej i Łyryka, 1951 za Za synym morem) i Nagrody Państwowej ZSRR (1969 za Doroha pid jaworamy). W 1964 otrzymał Państwową Nagrodę im. T. Szewczenki.

## Twórczość

### Lata 1935–1940
Tomiki wierszy:
- Bat’kiwszczyna (Батьківщина, 1936),
- Z knyhy żyttia (З книги життя, 1938),
- Narodżennia syniw (Народження синів, 1939),
- Łysty czerwonoarmijcia Opanasa Bajdy (Листи червоноармійця Опанаса Байди), 1940
- Berezeń (Березень), 1940
- Zorewidni (Зоревідні), 1940
- Żajworonky (Жайворонки), 1940

Poematy:
- Trypilla (Трипілля),
- Jaryna (Ярина),
- Karmaluk (Кармалюк),
- Duma pro kozaka Danyła (Дума про козака Данила).

### Lata 1941–1944
- Do boju wstawajte! (До бою вставайте!, 1941),
- Ukrajino moja! (Україно моя!, 1942),
- Ponad pożary (Понад пожари, 1942),
- Słowo o połku (Слово о полк, 1943),
- Bytwa (Битва, 1943),
- Połonianka (Полонянка, 1944),
- Jarosławna (Ярославна, 1946).

### Lata 1950–1970
- Szczo zapysano mnoju (Що записано мною, 1956)
- Serce mojeji materi (Серце моєї матері, 1959)
- Połudeń wiku (Полудень віку, 1960)
- Łysty na switanni (Листи на світанні, 1961),
- Prozorist’ (Прозорість, 1962),
- Doroha pid jaworamy (Дорога під яворами, 1964),
- Ruta (Рута, 1966),
- Synij litopys (Синій літопис, 1968),
- Serpeń duszi mojeji (Серпень душі моєї, 1970).